# Walking Tall (2004)
Walking Tall is een remake uit 2004 van een gelijknamige film uit 1973. De hoofdrollen worden vertolkt door The Rock en Johnny Knoxville. Het verhaal is net als bij zijn remake gebaseerd op het leven van sheriff Buford Pusser, een inmiddels overleden politiemedewerker die in de Verenigde Staten bekendstond als zeer succesvol. In deze remake werd zijn naam echter veranderd in Chris Vaughn.
Na Walking Tall werden er nog twee direct-naar-video-vervolgen uitgebracht met in de hoofdrol Kevin Sorbo.

## Verhaal
Chris Vaughn keert na zijn carrière als militair terug naar zijn ouderlijk huis in Kitsap County. De houtzagerij waar zijn vader altijd gewerkt heeft is echter dicht en het casino van Jay Hamilton is de voornaamste bron van inkomsten van het dorp geworden. Daarom laat de lokale politie de misdaad rond het casino oogluikend toe. Als Chris' neefje bijna omkomt door drugs die hem aan het casino waren verkocht slaat Chris het casino kort en klein. Hij komt hiervoor voor de rechter, maar de jury spreekt hem vrij nadat hij belooft deel te nemen aan de sheriff-verkiezingen en de lokale misdaad aan te pakken.
Na zijn verkiezingsoverwinning ontslaat Chris alle agenten en neemt zijn vriend Ray in dienst. Wat volgt is een oorlog tussen Jays drugsbende en Chris. Daarbij wordt Chris familie niet ontzien. Ondertussen begint Chris ook nog een verhouding met Deni, een oude vriendin die in Jays casino danste maar ontslag nam.
Uiteindelijk haalt Chris de bovenhand. Hij arresteert Jay, het casino en het drugslab in de zagerij gaan dicht en de houtzagerij gaat weer in bedrijf.

## Rolverdeling
| Acteur           | Personage            | Opmerkingen                                                        |
| ---------------- | -------------------- | ------------------------------------------------------------------ |
| Dwayne Johnson   | Chris(topher) Vaughn | Protagonist                                                        |
| Johnny Knoxville | Ray Templeton        | Chris'beste vriend.                                                |
| Neal McDonough   | Jay Hamilton         | Antagonist; casino-eigenaar en leider van de lokale drugsbende.    |
| John Beasley     | Christopher Vaughn   | Chris'vader.                                                       |
| Kristen Wilson   | Michelle Vaughn      | Chris'zuster.                                                      |
| Khleo Thomas     | Pete Vaughn          | Michelles zoontje.                                                 |
| Ashley Scott     | Deni                 | Jeugdkennis van Chris die thans als danseres werkt in Jays casino. |
| Michael Bowen    | Stan Watkins         | De corrupte lokale sheriff.                                        |
| Kevin Durand     | Booth                | Jays rechterhand.                                                  |
| Cobie Smulders   |                      | De jongedame in Jays Porsche.                                      |